# Wiset Chai Chan (huyện)
Wiset Chai Chan (tiếng Thái: วิเศษชัยชาญ) là một huyện (‘‘amphoe’’) ở tây nam tỉnh Ang Thong, miền trung Thái Lan.

## Lịch sử
Khi vua Naresuan Đại đế đánh bại quân Miến Điện tại Don Chedi, ông đã lãnh đạo quân đi qua Tambon Phai Cham Sin. Ông đã nhìn thấy vị trí chiến lược của khu vực với sông Noi là rào cản tự nhiên đối với quân Miến Điện. Do đó ông lập Mueang Wiset Chai Chan ở đó.
Trong thời kỳ Rattanakosin, sông Noi đã trở nên nông và không còn thuận lợi cho việc vận tải đường thủy. Chính quyền đã dời tambon trung tâm của Mueang đến Bang Kaeo, bên bờ sông Chao Phraya và đặt tên khu vực mới là Ang Thong. Đồng thời, mường này thành huyện Phai Cham Sin. Vua Chulalongkorn (Rama V) đã ra lệnh đổi tên huyện này lại tên cũ Wiset Chai Chan. Năm 1979, văn phòng huyện đã được dời đến bên đường Pho Phraya-Tha Rua ở Tambon San Chao Rong Thong.

## Địa lý
Các huyện giáp ranh (từ phía bắc theo chiều kim đồng hồ) là Samko, Pho Thong, Mueang Ang Thong và Pa Mok của tỉnh Ang Thong, 
Phak Hai của tỉnh Ayutthaya, Mueang Suphanburi và Si Prachan của tỉnh Suphanburi.

## Hành chính
Huyện này được chia thành 15 phó huyện (tambon). Có hai thị trấn (thesaban tambon) trong huyện này - San Chao Rong Thong nằm trên một phần của tambon San Chao Rong Thong and Phai Cham Sin, và Bang Chak nằm trên một phần của tambon Bang Chak, Khlong Khanak và Si Roi.
| 1.  | Phai Cham Sin       | ไผ่จำศิล       |  |
| 2.  | San Chao Rong Thong | ศาลเจ้าโรงทอง |  |
| 3.  | Phai Dam Phatthana  | ไผ่ดำพัฒนา     |  |
| 4.  | Sao Rong Hai        | สาวร้องไห้     |  |
| 5.  | Tha Chang           | ท่าช้าง        |  |
| 6.  | Yi Lon              | ยี่ล้น          |  |
| 7.  | Bang Chak           | บางจัก        |  |
| 8.  | Huai Khan Laen      | ห้วยคันแหลน    |  |
| 9.  | Khlong Khanak       | คลองขนาก     |  |
| 10. | Phai Wong           | ไผ่วง         |  |
| 11. | Si Roi              | สี่ร้อย         |  |
| 12. | Muang Tia           | ม่วงเตี้ย       |  |
| 13. | Hua Taphan          | หัวตะพาน      |  |
| 14. | Lak Kaeo            | หลักแก้ว       |  |
| 15. | Talat Mai           | ตลาดใหม่      |  |